# Scaunul Rupea

„Scaunul Rupea” în Harta Iosefină a Transilvaniei, 1769-73

„Scaunul Rupea” în secolul al XV-lea

Scaunul Rupea (germană Stuhl Reps sau Repser Stuhl / Kosd, maghiară Kőhalom szék), considerat ca scaunul săsesc cel mai de la est, în germană östlichster Stuhl, a primit inițial numele de Scaunul Kosd (în germană Kosder Stuhl), de la râul Kosd / Cosd, în germană Kosdbach sau Kosd-Bach, în latina medievală rivulus Kozd, (denumit în prezent Râul Valea Mare), în 1337 primind denumirea de Stuhl Reps sau Stuhl Kozd. Prima atestare documentară a localității Rupea datează din 1324 sub numele de Castrum Kolham, localitate care începând din anul 1349 devine oficial centrul administrativ al celui de al cincilea scaun săsesc înființat la începutul secolului al XIII-lea în Transilvania.

## Domenii aparținătoare

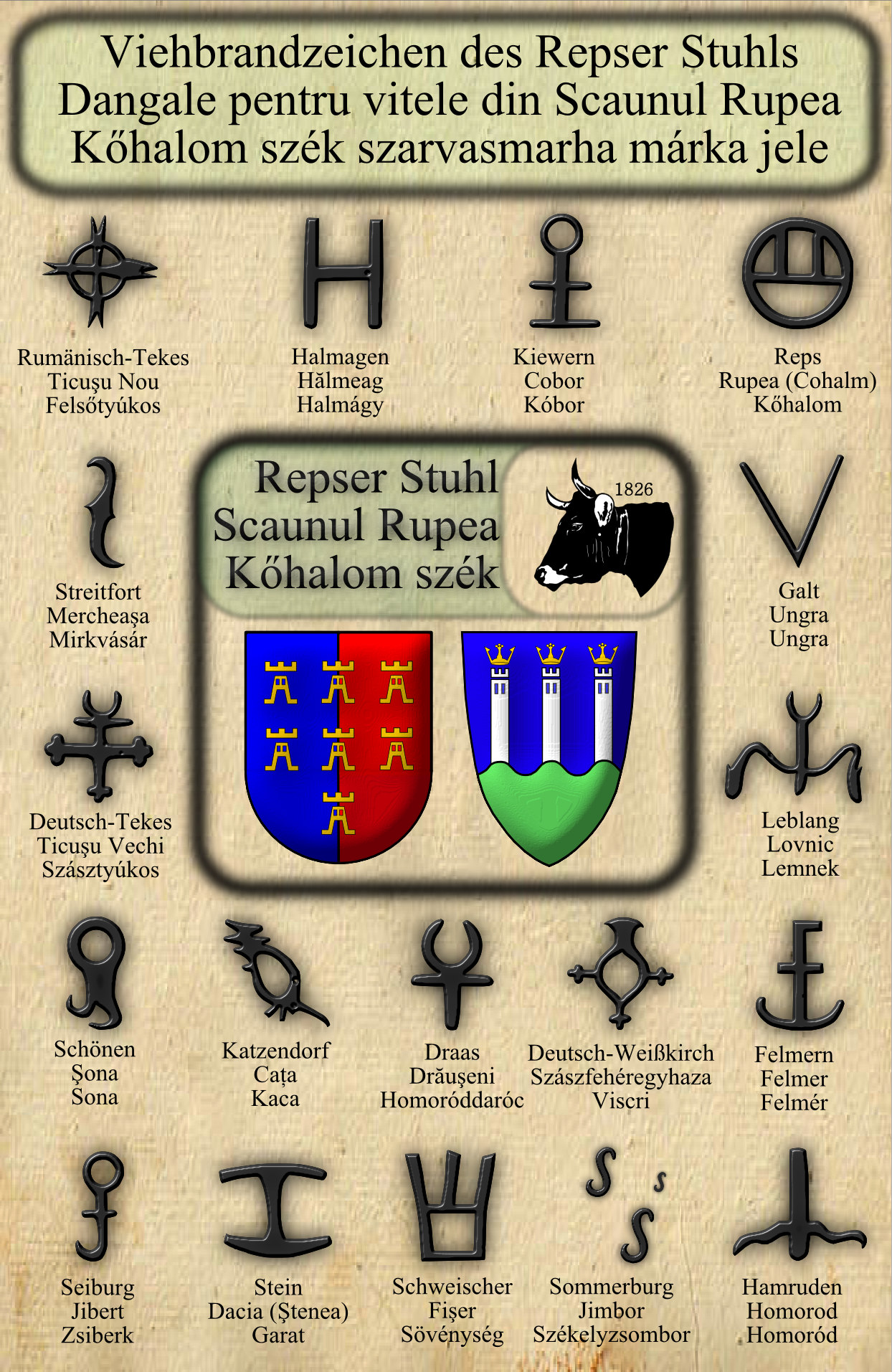
1826 - Dangale pentru vitele „Scaunului Rupea”

Scaunul Rupea avea în componență următoarele 18 localități:
- Cața, în germană Katzendorf, în maghiară Kaca.
- Cobor, în germană Kiewerb/Kobern, în maghiară Kóbor.
- Dacia/Ștenea, în germană Stein, în maghiară Garat.
- Drăușeni, în germană Draas/Drauß, în maghiară Homoróddaróc.
- Felmer, în germană Felmern, în maghiară Felmér.
- Fișer, în germană Schweischer, în maghiară Sövénység.
- Hălmeag, în germană Halmagen, în maghiară Halmágy.
- Homorod, în germană Hamruden, în maghiară Homoród.
- Jibert, în germană Seiburg, în maghiară Zsiberk.
- Jimbor, în germană Sommerburg, în maghiară Székelyzsombor.
- Lovnic, în germană Leblang, în maghiară Lemnek/Lebnek.
- Mercheașa, în germană Streitfort, în maghiară Mirkvásár.
- Rupea/Cohalm, în germană Reps, maghiară Kőhalom.
- Șona, în germană Schönen/Schönau, în maghiară Sona.
- Ticușu Nou, în germană Rumänisch-Tekes, în maghiară Felsőtyukos.
- Ticușu Vechi, în germană Deutsch-Tekes, în maghiară Szástayukos.
- Ungra, în germană Galt, în maghiară Ungra.
- Viscri, în germană Deutsch-Weißkirch, în maghiară Szászfehéregyhaza.

## Dangale pentru vite, 1826
|                             | Viehbrandzeichen des Repser Stuhls Dangale pentru vitele din Scaunul Rupea Kőhalom szék szarvasmarha márka jele |                                                    |                                             |                        |                                            |
| Kátza/Katzendorf/Katza      | Kóbor/Kobor/Kubura, Kovor                                                                                       | Garad/Stein                                        | Darotz/Draß/Drauss                          | Felmer/Felmern/Fielmer | Sövényuség/Schweischer/Csisser             |
| Katzendorf Caţa Kaca        | Kiewern Cobor Kóbor                                                                                             | Stein Dacia (Ştenea) Garat                         | Draas Drăuşeni Homoróddaróc                 | Felmern Felmer Felmér  | Schweischer Fişer Sövénység                |
| Halmágy/Halwegen/Helmiagu   | Homorod/Hamrud/Homorod                                                                                          | Sibert/Seyburg/Sübort                              | Sombor/Sommerburg/Simbor                    | Lebnek/Lebelang/Lovnik | Mirkvásár/Streitfort/Merkjáse              |
| Halmagen Hălmeag Halmágy    | Hamruden Homorod Homoród                                                                                        | Seiburg Jibert Zsiberk                             | Sommerburg Jimbor Székelyzsombor            | Leblang Lovnic Lemnek  | Streitfort Mercheaşa Mirkvásár             |
| Kőhalom/Reps/Rupea          | Sona/Schönen/Soná                                                                                               | Oláh Tyukos/Walach: Tekes/Tikusa Rumunilor, Gáynár | Szász Tyukos/Deutsch Tekes/Tikusu Szaszilor | Ugra/Galt/Ungra        | Fejéregyháza/Weißkirch/Gyiszkir            |
| Reps Rupea (Cohalm) Kőhalom | Schönen Şona Sona                                                                                               | Rumänisch-Tekes Ticuşu Nou Felsőtyúkos             | Deutsch-Tekes Ticuşu Vechi Szásztyúkos      | Galt Ungra             | Deutsch-Weißkirch Viscri Szászfehéregyhaza |